# Drepanosticta centrosaurus
Drepanosticta centrosaurus är en trollsländeart som beskrevs av Van Tol 2005. Drepanosticta centrosaurus ingår i släktet Drepanosticta och familjen Platystictidae. IUCN kategoriserar arten globalt som sårbar. Inga underarter finns listade i Catalogue of Life.